# 山本誠 (工学者)
山本 誠（やまもと まこと）は、日本の機械工学者。元東京理科大学副学長・教育開発センター長。日本流体力学会会長。

## 人物・経歴
1978年神奈川県立横須賀高等学校卒業。1982年東京大学工学部産業機械工学科卒業。1984年東京大学大学院工学系研究科修士課程舶用機械工学専攻修了。1987年東京大学大学院工学系研究科博士課程舶用機械工学専攻単位取得満期退学。1988年工学博士。
1987年石川島播磨重工業入社（航空宇宙事業本部）。1990年東京理科大学工学部第一部講師。1995年東京理科大学工学部第一部助教授。2004年東京理科大学工学部第一部教授。
2009年東京理科大学工学部長兼工学研究科長、九州大学客員教授。2011年東京理科大学教育開発センター長。2012年東京理科大学副学長。2014年琉球大学客員教授。2018年日本機械学会関東支部支部長。2021年日本流体力学会会長。

## 受賞
- 日本機械学会研究奨励賞 1995[2]
- ビジュアル・サイエンス・フェスタ佳作 2001[2]
- 日本ガスタービン学会功労賞 2002[2]
- 日本流体力学会フェロー 2005[2]
- 日本機械学会110周年功労賞 2007[2]
- 日本機械学会フェロー 2010[2]
- 日本工学教育協会特別教育士 2010[2]
- 日本機械学会計算力学部門業績賞 2010[2]
- 日本計算力学連合フェロー 2014[2]
- 日本機械学会計算力学部門功績賞 2015[2]
- 東京都功労者表彰技術振興功労賞 2019[2]
- JACM Computational Mechanics Award 2019[2]
- 日本機械学会流体工学部門賞 2020[2]
- 日本機械学会関東支部功績賞 2020[2]